# Othello (film fra 1922)
 For alternative betydninger, se Othello (flertydig). (Se også artikler, som begynder med Othello)
Othello er en tysk stumfilm fra 1922 instrueret af Dimitri Buchowetzki.
Filmen er baseret på Shakespeares skuespil af samme navn. 

## Medvirkende
- Emil Jannings som Othello
- Werner Krauss som Iago
- Ica von Lenkeffy som Desdemona
- Theodor Loos som Cassio
- Ferdinand von Alten som Rodrigo
- Friedrich Kühne som Brabantio
- Magnus Stifter som Montano
- Lya De Putti som Emilia